# Kalokvět africký
Kalokvět africký (Agapanthus praecox), česky též kalokvět časný, je druh jednoděložné rostliny z rodu kalokvět (Agapanthus) a čeledi amarylkovité (Amaryllidaceae). Pochází z jižní Afriky. Jde o trvalku vyskytující se v bezmrazých oblastech s bohatými dešťovými srážkami (KwaZulu-Natal, Swazijsko, Lesotho, Limpopo a Mosambik). Květy mají stonek kolem 60 cm a průměr až 14 cm.

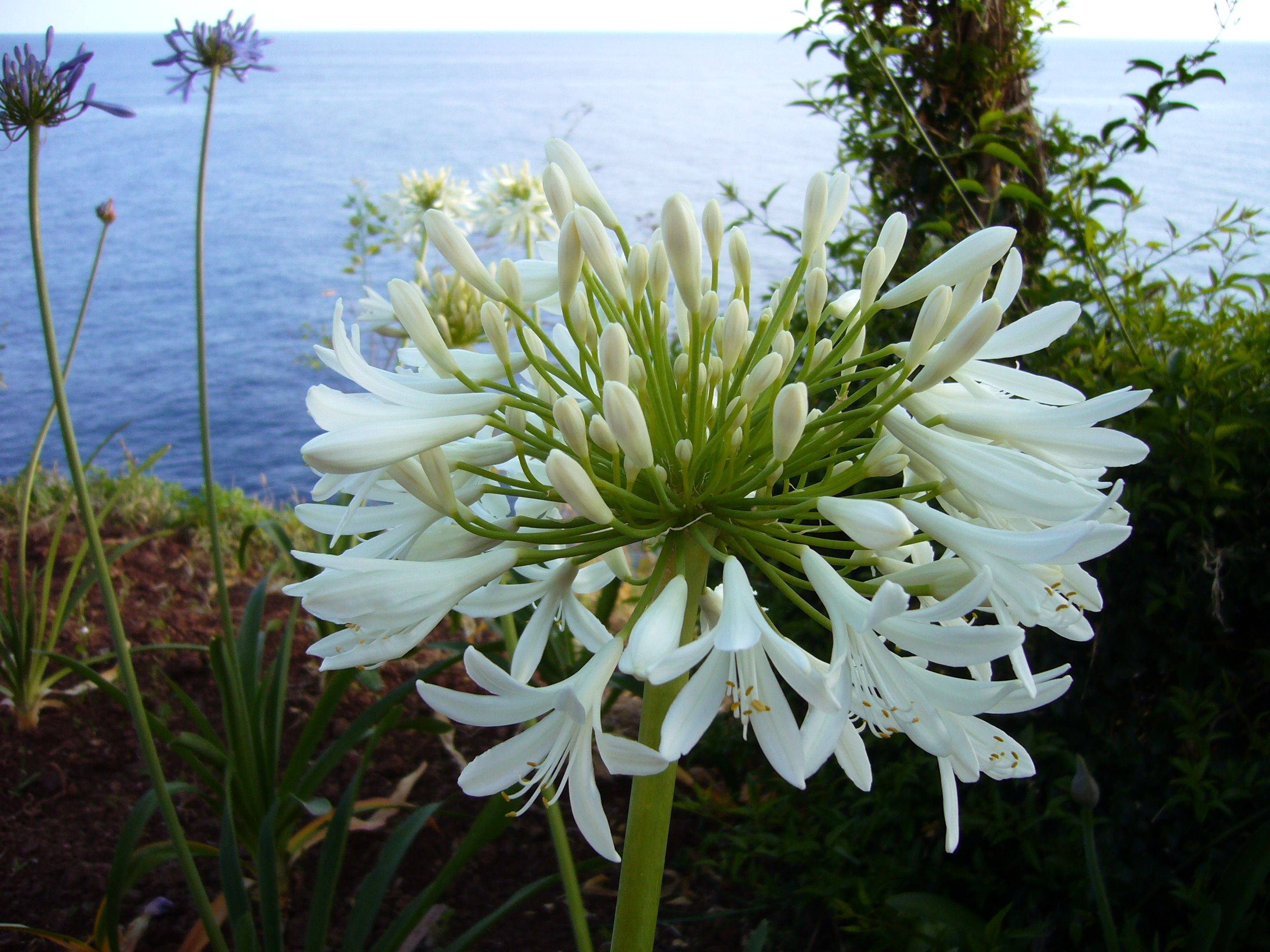
Bílý kalokvět

Kalokvět byl podle systému APG II řazen do samostatné čeledi kalokvětovité (Agapanthaceae), která je v systému APG III vřazena do čeledi amarylkovité (Amaryllidaceae). Starší taxonomické systémy ho řadily do čeledi česnekovité (Alliaceae) nebo do liliovitých v širším pojetí (Liliaceae s.l.)
Kalokvět ve své vlasti roste v místech se srážkami nad 500 mm ročně v nadmořských výškách do 2000 m. Jméno Agapanthus je složeno z řeckého agapé (láska) a anthos ( květina). V 17. století v Evropě se obvykle mluvilo o Africkém hyacintu, Linné použil název Africká lilie.
Kalokvětu jsou v jeho vlasti přisuzovány léčebné, až magické účinky. Xhoské ženy používají kořen při léčení v době těhotenství. Kouzelný náramek z kořene nosí proto, aby se jim narodily zdravé, silné děti. Zulové kalokvětem léčí srdeční choroby, obrnu, bolesti na prsou, kašel a nachlazení. Spolu s jinými bylinami požívanými během těhotenství zajišťují narození zdravých dětí a také spuštění porodu. Bylina je považována za kouzelnou ochranu před bouřkou a blesky.
Z jižní Afriky byl kalokvět dovezen do řady zemí subtropického pásma, kde roste volně. Například na Madeiře lemuje tamní levády, hojně cesty a silnice, vyskytuje se v lesích i na mořském pobřeží. Ve středoevropských podmínkách lze kalokvět pěstovat jako pokojovou rostlinu.